# Sursis pour un espion
Sursis pour un espion est un film français réalisé par Jean Maley, sorti en 1965.

## Fiche technique
- Titre : Sursis pour un espion
- Réalisation : Jean Maley
- Assistant stagiaire : Adrien Campo
- Scénario : Michel Dubosc et Jean Maley
- Dialogues : Michel Dubosc
- Photographie : Claude Robin
- Son : Jean Lecoq
- Montage : Gabriel Rongier
- Musique : Camille Sauvage
- Société de production : Paris Inter Productions
- Tournage : du 15 avril au 10 juin 1964
- Pays d'origine : France
- Durée : 79 minutes
- Date de sortie : 31 mars 1965

## Distribution
- Jean Servais
- Dany Robin
- Maurice Teynac
- Agnès Spaak
- Clément Harari
- Véra Valmont
- Noël Roquevert
- Gracieux Lamperti